# Аротрон колючий
Аротрон колючий (лат. Arothron hispidus) — риба родини Скелезубові, що мешкає в Червоному морі, Індійському і Тихому океанах, перш за все біля берегів Каліфорнії і Панами, на північ від Японії і Гавайських островів, а також у Капській провінції, поблизу островів Рапа-Іті та Лорд-Хау. Надає перевагу піщаному морському ґрунту в лагунах і на зовнішніх рифах на глибині від 1 до 50 м. Молоді особини часто зустрічаються в багатих підводного рослинністю гирлах річок.
Колючі аротрони забарвлені в сірий або зелено-коричневий колір, боки і хвостовий плавник всіяні білими плямами і покриті невеликими шипами. У червономорській популяції плями дрібніші, але чисельніші. Величина колючих аротронів може досягати 50 см.
Ці риби живуть біля дна і ведуть поодинокий спосіб життя. Охороняють власну територію.
Колючі артрони харчуються гаптофітовими водоростями, детритом, молюсками, покривниками, губками, коралами , зоантаріями, сабеллідамі, голкошкірими, в тому числі терновими вінцями.

## Галерея

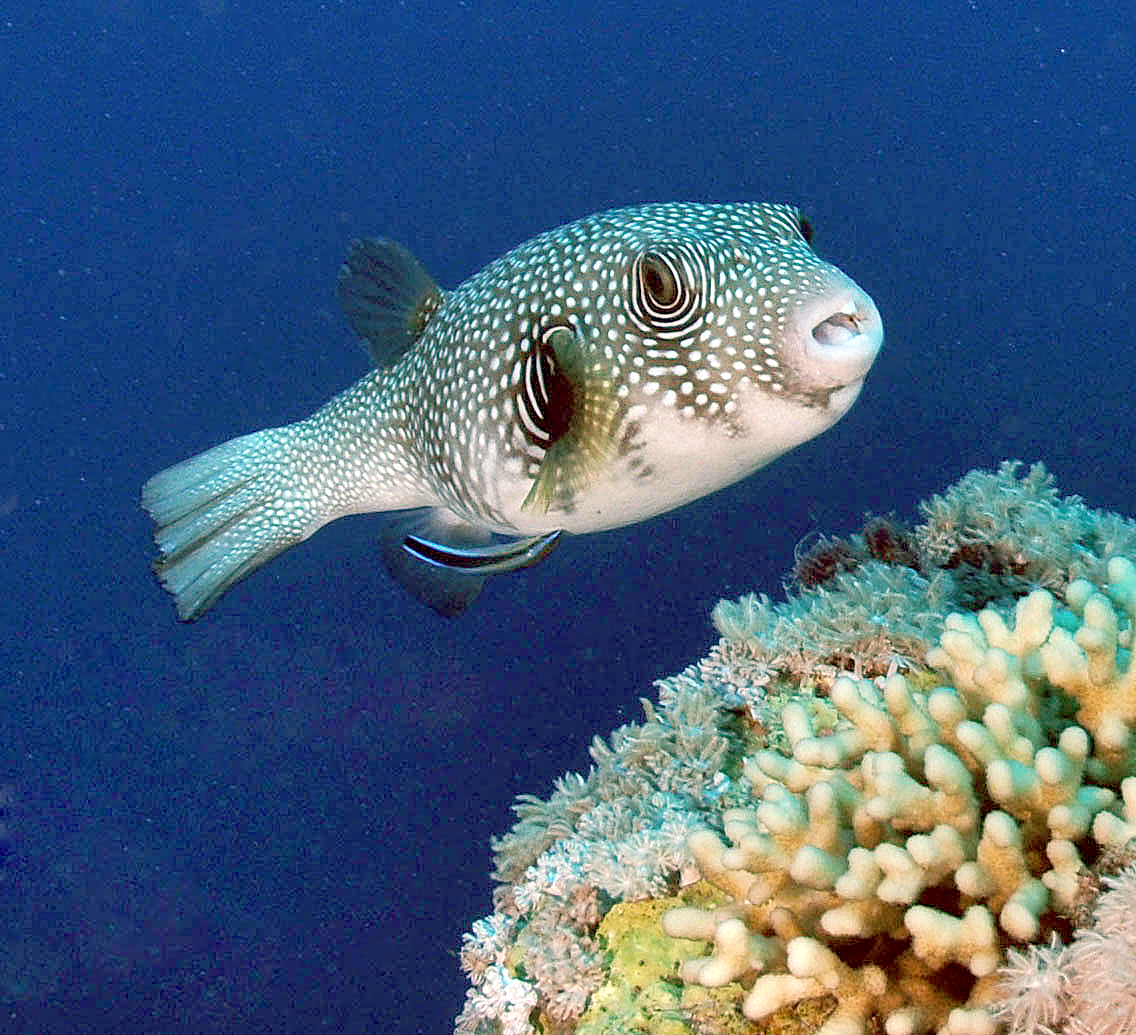
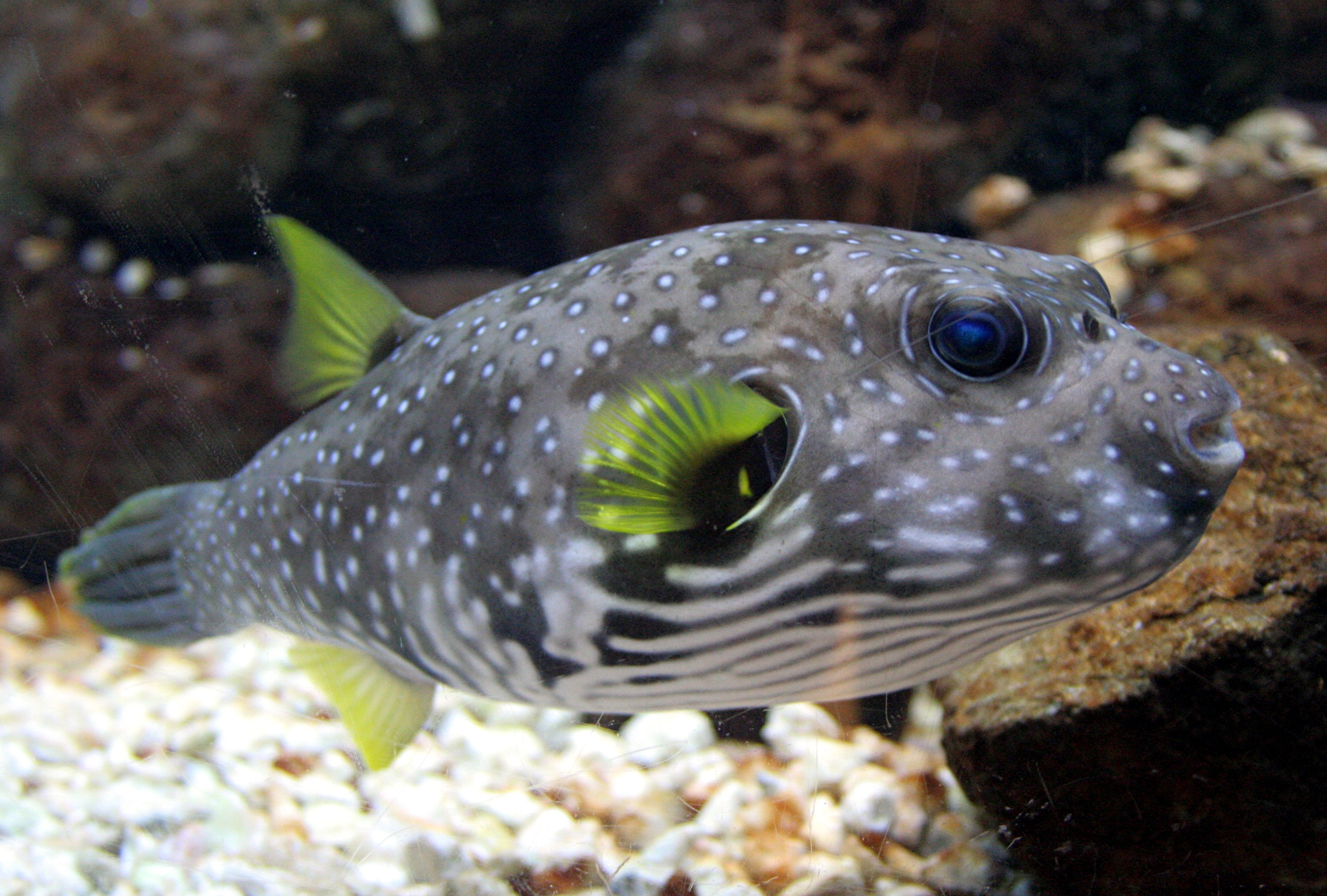
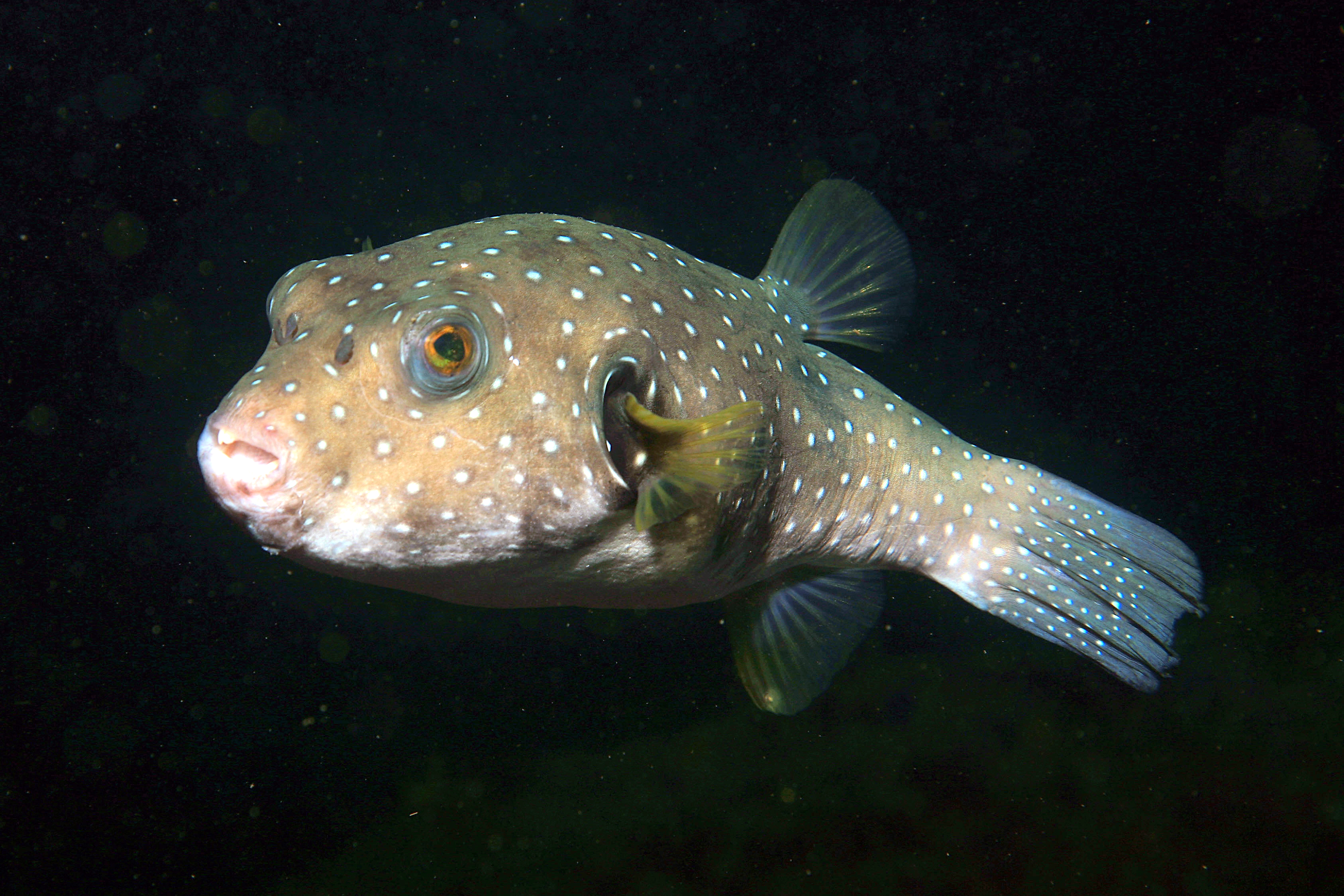
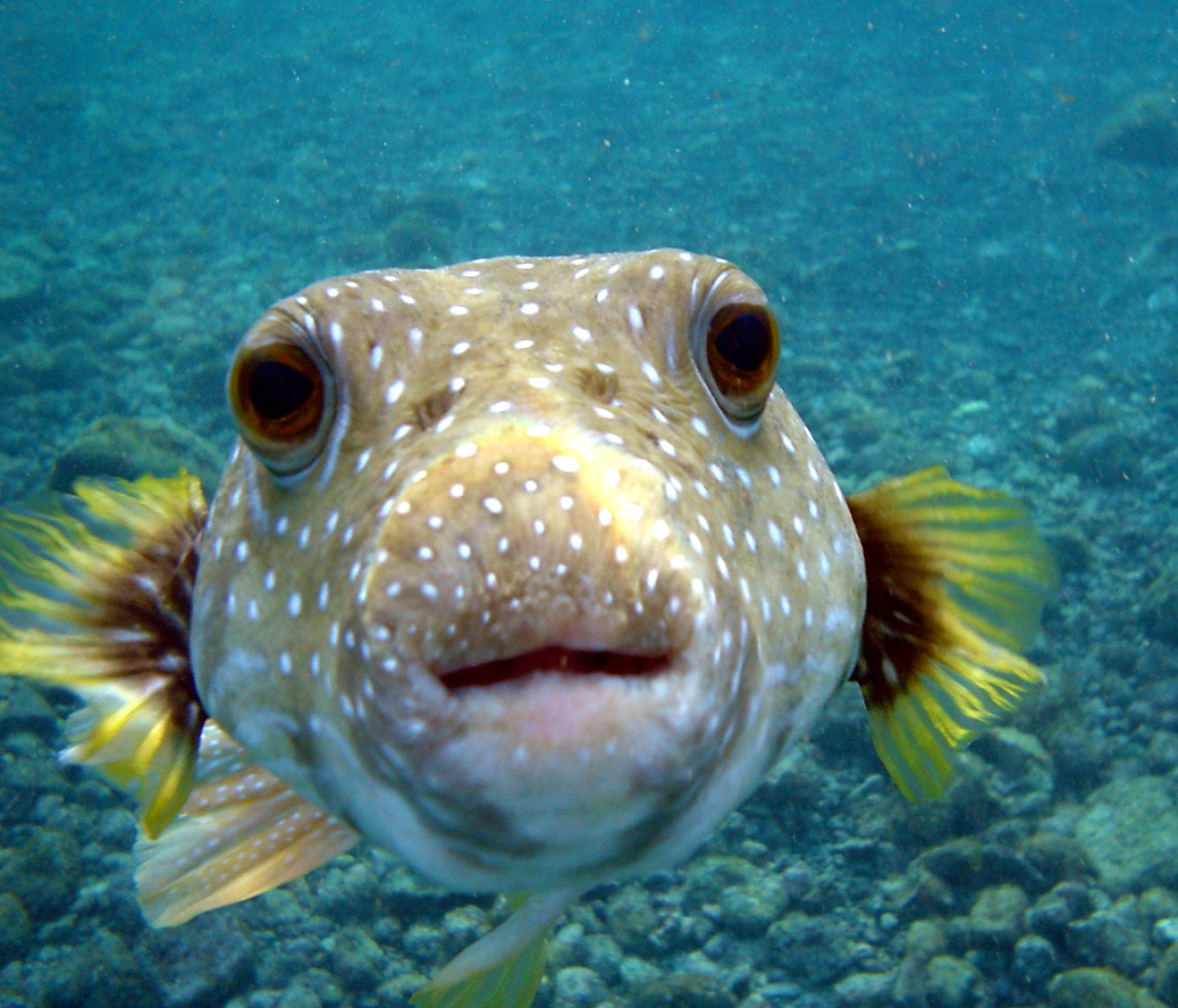
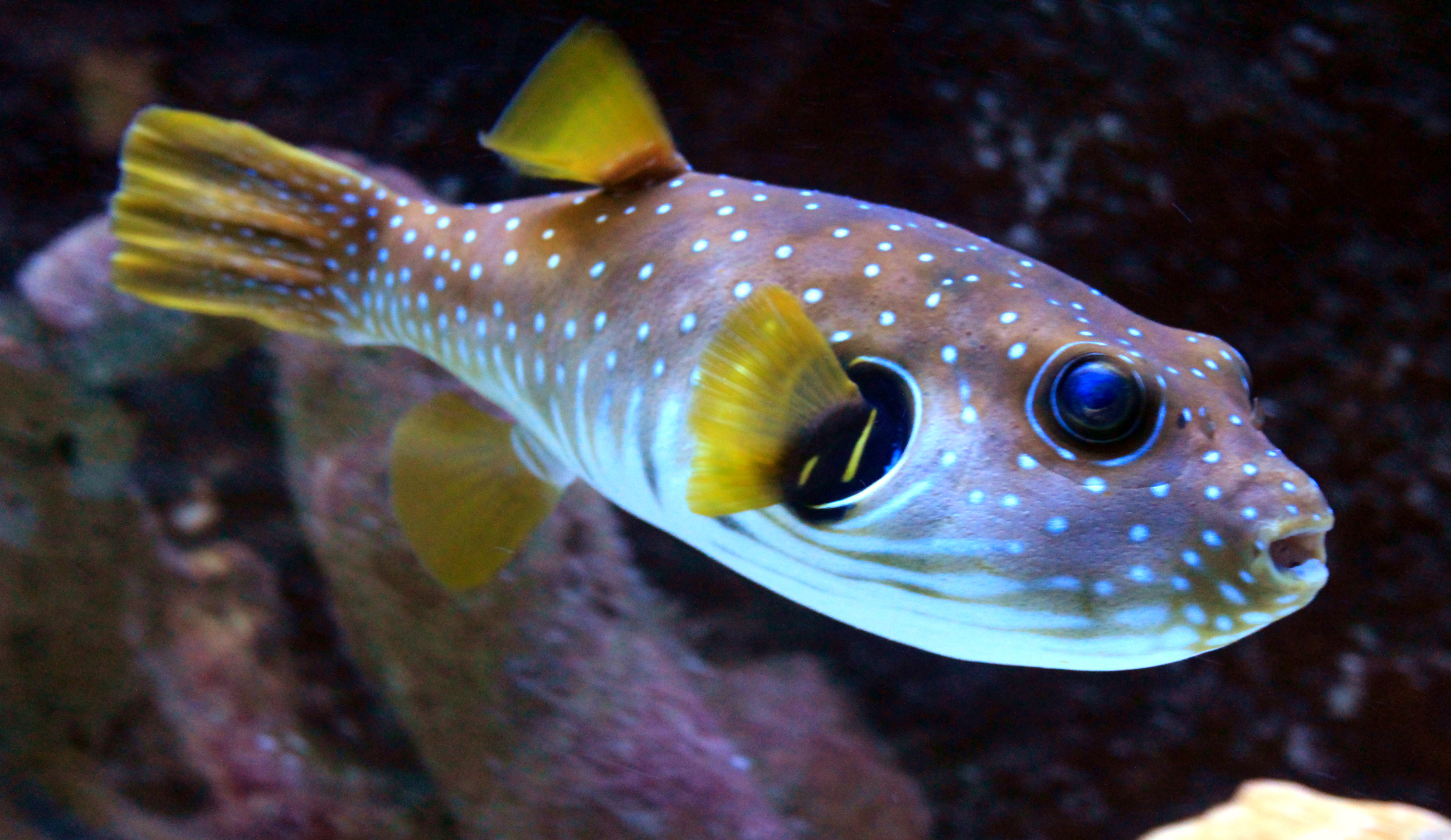
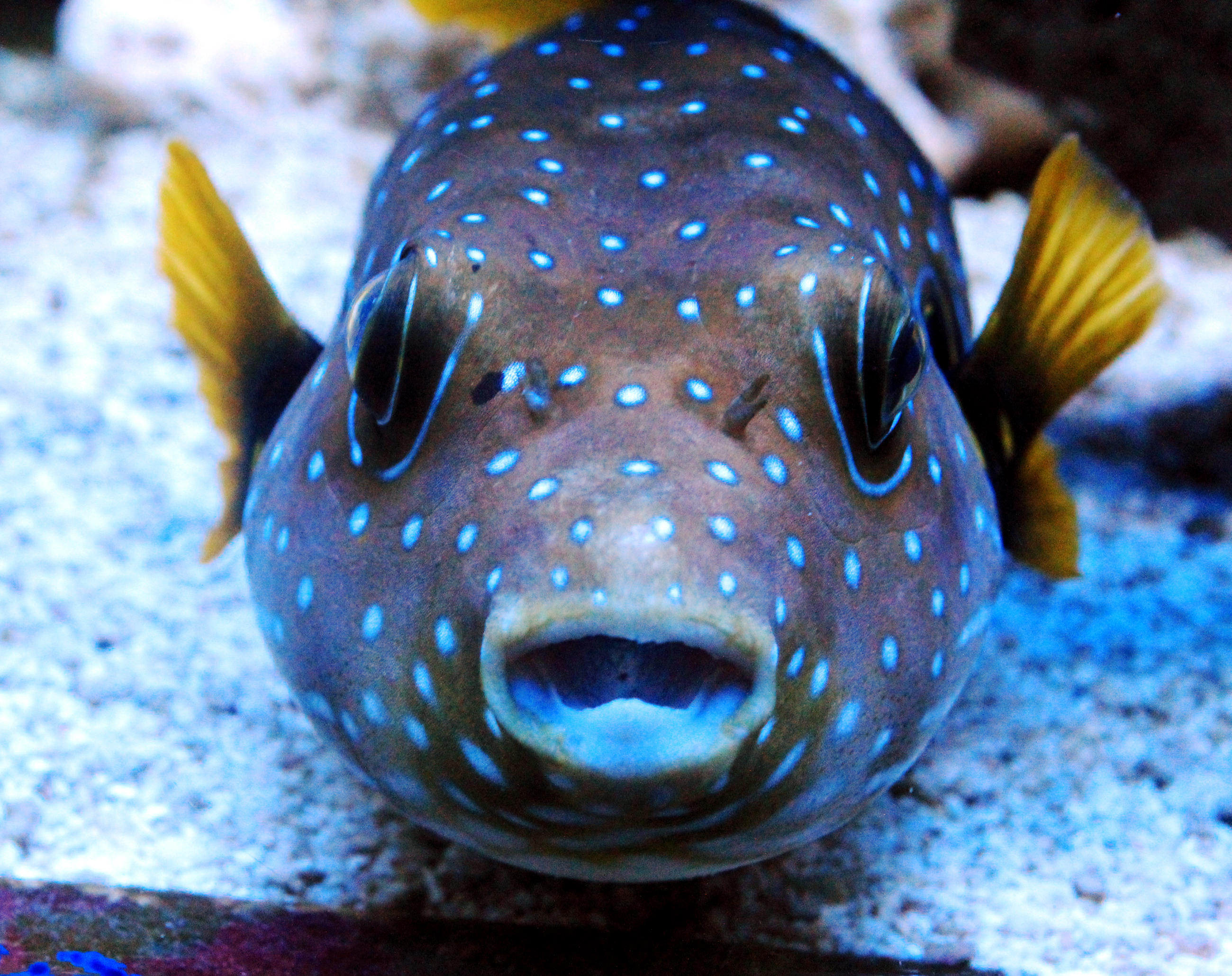